# بيو الأعمى
بيو الأعمى (بالإنجليزية: Blind Pew)‏ هو شخصية خيالية وشخصية ثانوية من الرواية الشهيرة المعروفة بإسم جزيرة الكنز للكاتب الإسكتلندي روبرت لويس ستيفنسون.
بيو هو قرصان خطير جدا، وكان جزء من طاقم القبطان فلينت سيء السمعة، جنبا إلى جنب مع لونغ جون سيلفر. فقد بصره في إحدى المعارك، ويصفها بيو بأنها كانت معركة من أجل وطنه (إنجلترا) وهي نفس المعركة التي خسر فيها سيلفر ساقه، وكانت معركة إلى جانب القبطان فلينت.
بالرغم من أن بيو فاقد للبصر، إلا أنه ذكي وخطير للغاية ويستطيع أن يتحسس أي شيء تقريبا. هو من قاد هجوم القراصنة على نزل الإدميرال بينبو، لكنهم إشتبكوا مع ضباط الإيرادات، وهزموا، وقتل بيو في هذه المعركة بعد أن دهسه أحد فرسان الضباط حتى الموت.
بيو قرصان شرير ومعروف وقوي ومرعب، لدرجة أن سيلفر كان يذكره بإحترام، وكان بيلي بونز يخاف منه كثيرا.